# Bèze (rzeka)
Bèze – rzeka we Francji, przepływająca przez teren departamentu Côte-d’Or, o długości 31,2 km. Stanowi dopływ rzeki Saona.